# Вудворд Тауншип (округ Клінтон, Пенсільванія)
Вудворд Тауншип (англ. Woodward Township) — селище (англ. township) в США, в окрузі Клінтон штату Пенсільванія. Населення — 2453 особи (2020).

## Демографія
Згідно з переписом 2010 року, у селищі мешкали 2372 особи в 989 домогосподарствах у складі 703 родин. Було 1166 помешкань
Расовий склад населення:
| - 98,6 % — білих - 0,6 % — чорних або афроамериканців - 0,2 % — азіатів |

До двох чи більше рас належало 0,3 %. Частка іспаномовних становила 0,8 % від усіх жителів.
За віковим діапазоном населення розподілялося таким чином: 20,6 % — особи молодші 18 років, 59,2 % — особи у віці 18—64 років, 20,2 % — особи у віці 65 років та старші. Медіана віку мешканця становила 45,8 року. На 100 осіб жіночої статі у селищі припадало 91,9 чоловіків;  на 100 жінок у віці від 18 років та старших — 91,5 чоловіків також старших 18 років.
Середній дохід на одне домашнє господарство  становив 63 282 долари США (медіана — 56 000), а середній дохід на одну сім'ю — 72 975 доларів (медіана — 66 250). Медіана доходів становила 49 667 доларів для чоловіків та 40 429 доларів для жінок. За межею бідності перебувало 5,1 % осіб, у тому числі 2,8 % дітей у віці до 18 років та 15,9 % осіб у віці 65 років та старших.
Цивільне працевлаштоване населення становило 1210 осіб. Основні галузі зайнятості: освіта, охорона здоров'я та соціальна допомога — 28,3 %, роздрібна торгівля — 13,3 %, виробництво — 11,7 %.